# 도루칸 토쾨즈
도루칸 토쾨즈(튀르키예어: Dorukhan Toköz, 1996년 5월 21일 ~ )는 튀르키예의 프로 축구 선수로, 에위프스포르에서 미드필더로 활약하고 있다.

## 구단 경력
토쾨즈는 에스키셰히르스포르의 유소년 팀으로, 2015년에 팀과 첫 프로 계약을 체결했다. 그는 2015년 12월 20일, 이스탄불 바샥셰히르와의 쉬페르리그 경기에서 2-1로 패하며 에스키셰히르스포르 소속으로 프로 데뷔 전을 치렀다. 2018년 6월 26일, 그는 3년 계약으로 베식타시로 이적했다. 그는 2018-19년 쉬페르리그 시즌 동안 리그의 획기적인 선수로 활약했다. 그는 베식타시가 2020-21년 쉬페르리그와 2020-21년 튀르키예 쿠파스에서 우승하는 데 기여했다.
2021년 7월 21일, 토쾨즈는 3+1년 계약으로 트라브존스포르로 이적했다. 첫 시즌에 그는 클럽이 2021-22년 쉬페르리그와 2022년 튀르키예 슈퍼컵에서 우승하는 데 기여했다. 부상으로 인해 그의 계약은 2023년 6월 17일에 종료되었다. 2023년 7월 22일, 그는 3년 계약으로 아다나 데미르스포르로 이적했다.

## 국가대표팀 경력
토쾨즈는 튀르키예 U-21 국가대표팀의 유소년 국제 선수였다.
토쾨즈는 2019년 3월 22일, 알바니아와의 UEFA 유로 2020 예선 경기에서 엠레 벨뢰졸루를 대신해 65분에 교체 투입되어 튀르키예 국가대표팀에 데뷔했다.